# Czech Tour
Czech Cycling Tour – wyścig kolarski rozgrywany w Czechach. Jest on częścią UCI Europe Tour i posiada kategorię 2.1. Pierwsza edycja miała miejsce w 2010 roku. Rekordzistą pod względem zwycięstw jest Leopold König - 2 triumfy.

## Zwycięzcy
Opracowano na podstawie:
| Rok  | Pierwsze          | Drugie                     | Trzecie             |
| ---- | ----------------- | -------------------------- | ------------------- |
| 2010 | Leopold König     | Tomáš Bucháček             | Milan Kadlec        |
| 2011 | Stanislav Kozubek | Dariusz Baranowski         | Jiří Hudeček        |
| 2012 | František Padour  | Pawieł Koczetkow           | Sven Van Luijk      |
| 2013 | Leopold König     | Kristian Haugaard          | Sven Van Luijk      |
| 2014 | Martin Mortensen  | Nicolas Baldo              | Maroš Kováč         |
| 2015 | Petr Vakoč        | Jan Bárta                  | Zdeněk Štybar       |
| 2016 | Diego Ulissi      | Sebastian Langeveld        | Davide Rebellin     |
| 2017 | Josef Černý       | Jan Bárta                  | Jan Tratnik         |
| 2018 | Riccardo Zoidl    | Andreas Schillinger        | Aleksejs Saramotins |
| 2019 | Daryl Impey       | Lucas Hamilton             | Michael Kukrle      |
| 2020 | Damien Howson     | Jack Bauer                 | Markus Hoelgaard    |
| 2021 | Filippo Zana      | Tobias Halland Johannessen | Rein Taaramäe       |
| 2022 | Lorenzo Rota      | Anthon Charmig             | Kevin Colleoni      |
| 2023 | Florian Lipowitz  | Ben Zwiehoff               | Jakub Otruba        |
| 2024 | Marc Hirschi      | Diego Ulissi               | Sergio Higuita      |